# إلسينهو بيريرا دياس
إلسينهو بيريرا دياس (بالبرتغالية: Ilsinho) (12 أكتوبر 1985 البرازيل - ) هو لاعب كرة قدم برازيلي.

## وصلات خارجية
إلسينهو بيريرا دياس على موقع الاتحاد الأوربي (الإنجليزية)
- إلسينهو بيريرا دياس على موقع اتحاد أوكرانيا (الإنجليزية)
- إلسينهو بيريرا دياس على موقع الدوري الأمريكي (الإنجليزية)
- إلسينهو بيريرا دياس على موقع قاعدة بيانات كرة القدم.إي يو (الإنجليزية)
- إلسينهو بيريرا دياس على موقع ناشيونال فوتبول تيمز (الإنجليزية)
- إلسينهو بيريرا دياس على موقع Soccerway.com (الإنجليزية)
- إلسينهو بيريرا دياس على موقع عالم كرة القدم.نت (الإنجليزية)
- إلسينهو بيريرا دياس على موقع أوليمبيديا (الإنجليزية)
- إلسينهو بيريرا دياس على موقع اللجنة الأولمبية البرازيلية (البرتغالية)
- إلسينهو بيريرا دياس على موقع AS.com (الإسبانية)